# Fort Shirley (Dominica)
Fort Shirley es una fortaleza militar histórica en la isla caribeña de Dominica. Fue construido por los británicos en 1765 y recibió el nombre de Sir Thomas Shirley. El fuerte fue el lugar de la revuelta de 1802 del 8º Regimiento de las Indias Occidentales. Hoy en día, Fort Shirley es parte del Parque Nacional Cabrits, que fue establecido como parque nacional en 1986. 

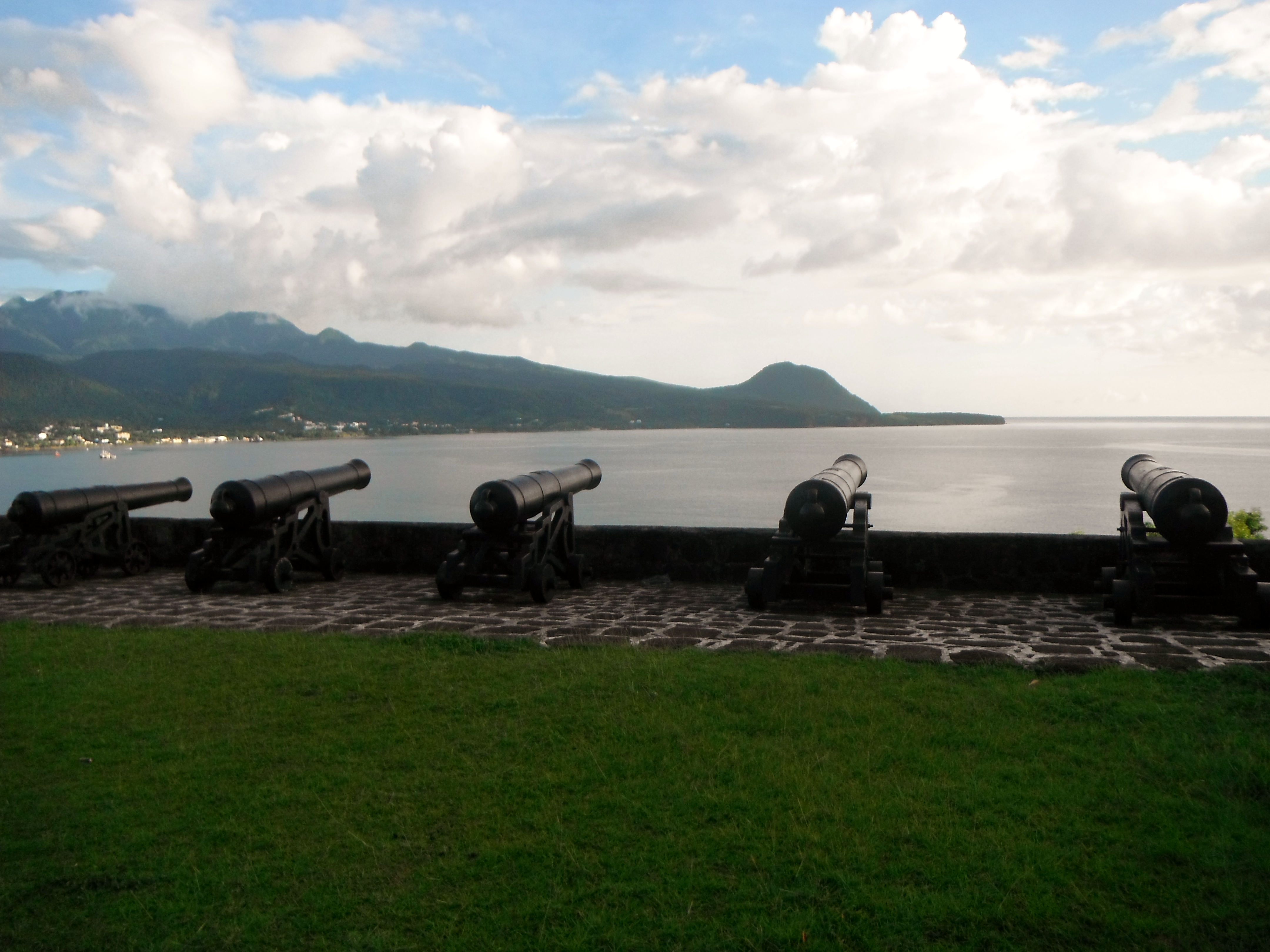
Vista desde Fuerte Shirley

## Ubicación
Fort Shirley está situado en una península justo al norte de Portsmouth, en una zona se llama Prince Rupert's Head ('Cabeza de Príncipe Rupert').El fuerte tiene vistas a dos bahías: Prince Rupert's Bay y Douglas Bay.

## Historia
Los británicos comenzaron la construcción de Fort Shirley en 1765 como guarnición para defender el norte de Dominica. El fuerte lleva el nombre de Sir Thomas Shirley, gobernador de las Islas de Sotavento en ese momento. De 1778 a 1784, los franceses ampliaron el fuerte durante su ocupación de Dominica.La fortaleza fue construido con ladrillo y piedra en estilo arquitectónico georgiano. Constaba de más de 50 edificios,incluidas siete baterías de armas, siete cisternas, polvorines y almacenes de municiones, así como cuarteles que podían albergar a más de 600 personas.
En abril de 1802, tuvo lugar la revuelta del 8.º Regimiento de las Indias Occidentales en Fort Shirley.Los soldados africanos, que fueron reclutados mientras estaban esclavizados y estacionados en Fort Shirley, se amotinaron y tomaron el control de la guarnición durante tres días. Lo hicieron en protesta por las malas condiciones, la falta de salario y el temor de ser vendidos nuevamente como esclavos.La revuelta influyó en la Ley de Motín de 1807,en virtud de la cual todos los soldados en servicio reclutados como esclavos en los Regimientos de las Indias Occidentales del ejército británico fueron liberados.
En la década de 1850, la fortaleza había quedado en desuso. Fue abandonado en 1854,«Cabrits National Park». national-parks.org (en inglés). Global Alliance of National Parks. Consultado el 23 de septiembre de 2023.</ref> pero permaneció en manos del Almirantazgo británico En 1901, la propiedad del fuerte fue transferida al gobierno de Dominica y permaneció designado como Tierra de la Corona.El fuerte y el terreno circundante se utilizaron en ocasiones como estación de cuarentena y estación agrícola,así como como proyecto experimental de silvicultura de teca.

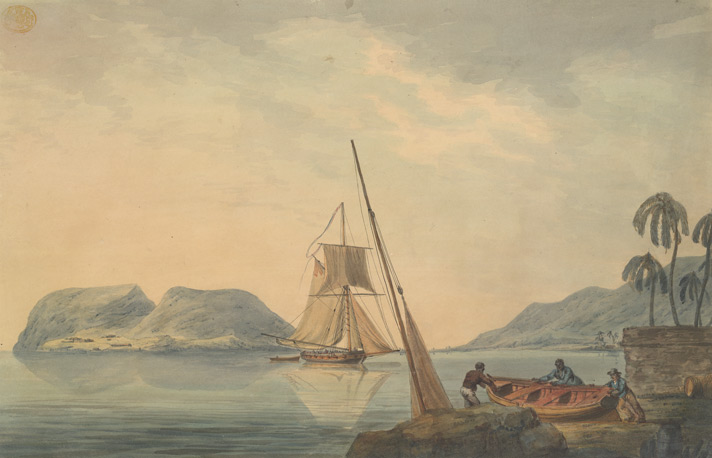
Pintura de Prince Rupert's Bay, con Prince Rupert's Head y Fort Shirley en la distancia, c. 1780.

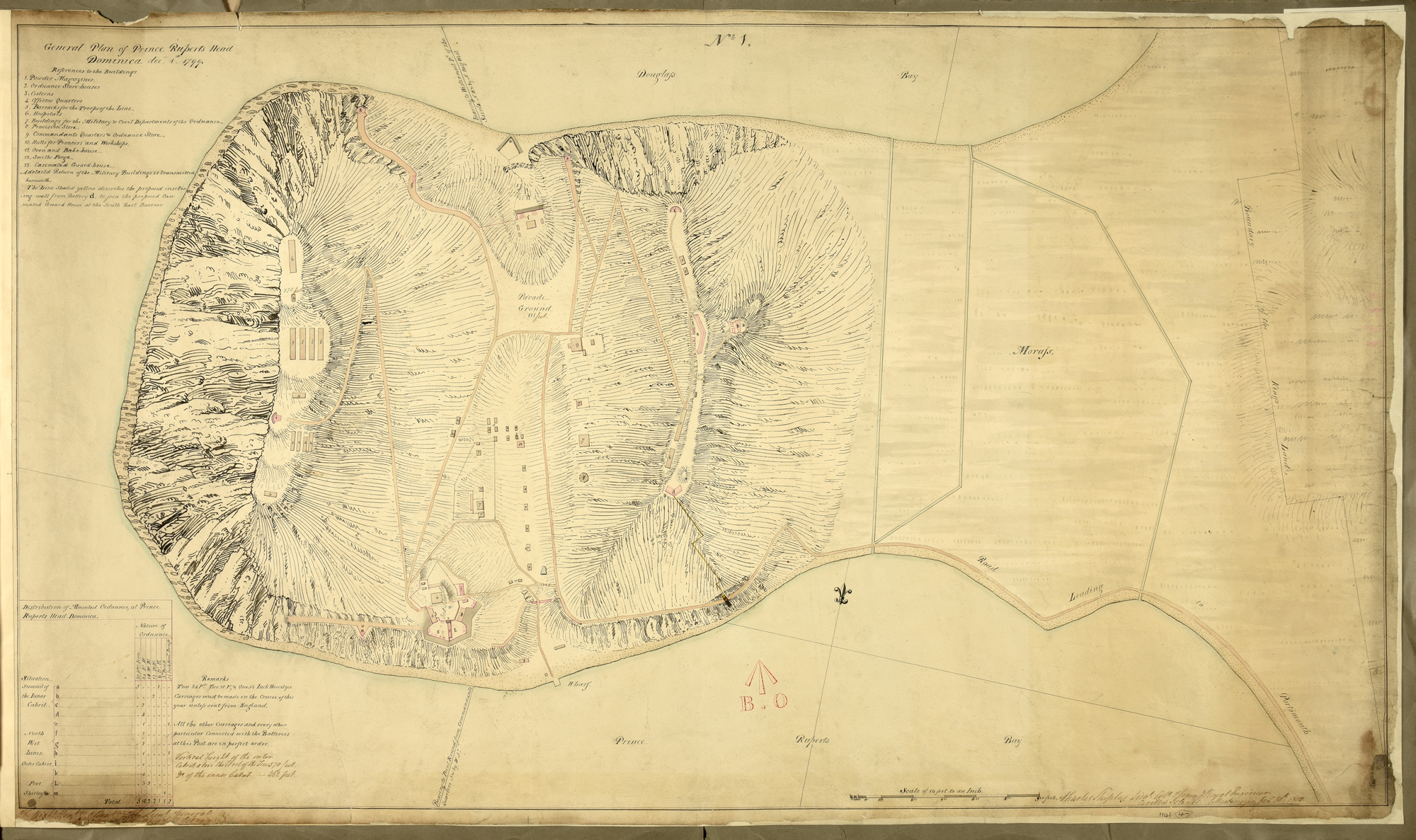
Planos para Fort Shirley en Prince Rupert's Head, examinados en la década de 1770.

## Restauración
Después de años de deterioro, el Dr. Lennox Honychurch comenzó la restauración de las estructuras de la fortaleza en 1982.Varios de los edificios han sido completamente restaurados, mientras que las ruinas del resto se pueden encontrar repartidas por toda la península.